# Curral Velho
Curral Velho is een gemeente in de Braziliaanse deelstaat Paraíba. De gemeente telt 2.886 inwoners (schatting 2009).